# Parti national baloutche
Ne doit pas être confondu avec Parti national baloutche (Awami), Parti national (Pakistan) ou Parti national Awami.
Pour les articles homonymes, voir BNP.
Le Parti national baloutche (anglais : Balochistan National Party ou BNP ou Balochistan National Party (Mengal), ourdou : بلوچستان نيشنل پارٹی) est un parti politique du Pakistan fondé en 1996 et orienté à gauche. Il est aussi désigné sous le terme Parti national baloutche (Mengal) pour le distinguer du Parti national baloutche (Awami) qui a fait scission en 1998. 
Le parti soutient une plus forte autonomie de la province du Baloutchistan et défend les Baloutches, critiquant la politique de l'armée pakistanaise dans la région et ses atteintes aux droits de l'homme. Il met en avant un combat pacifique et démocratique.

## Historique

### Fondation et divisions

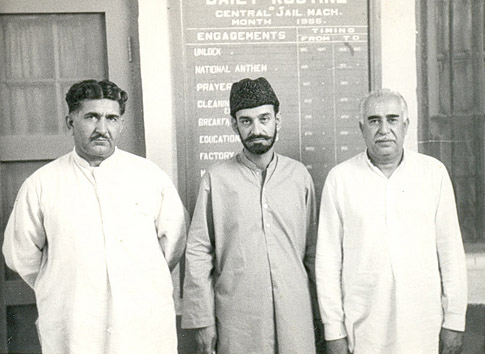
Ataullah Mengal au centre sur cette photo.

Le Parti national baloutche a été fondé en janvier 1996 et est depuis l'un des principaux partis pro-Baloutches à siéger dans les assemblées représentatives. Il est créé par la famille Mengal, dont surtout Ataullah Mengal qui a été le premier ministre en chef de la province en 1972 et devient le chef du parti.
Dans son premier scrutin, les élections législatives de 1997, le parti réalise un vrai succès avec trois sièges à l'Assemblée nationale et surtout neuf députés à l’Assemblée provinciale du Baloutchistan. Akhtar Mengal (en), fils de Ataullah, devient alors ministre en chef du Baloutchistan.
Peu après, le parti subit toutefois plusieurs revers, perdant le soutien d'un autre parti baloutche, le Jamhoori Wattan. En 1998, le parti fait face à des divisions à la suite d'élections internes litigieuses, et plusieurs députés dissidents partent pour fonder le Parti national baloutche (Awami) contestant la victoire de Ataullah Mengal. 

### Répression et retour en grâce
Le Parti national baloutche subit après 1999 la répression du régime militaire de Pervez Musharraf et son président Akhtar Mengal (en) est arrêté en 2006 sous l’accusation de « terrorisme » dans le contexte du conflit séparatiste baloutche. Dans le même temps, le parti réalise un score modeste aux élections de 2002 puis boycotte les élections législatives de 2008 en opposition au régime. Il se rapproche toutefois ensuite du Parti du peuple pakistanais qui a gagné l'élection, aidant au retour en grâce du parti, dont le chef est libéré la même année. Le parti fait un  retour modeste aux élections de 2013, le Parti national également pro-Baloutches le devançant largement. 
Cinq ans plus tard, le parti réalise un bon succès lors des élections législatives de 2018, réalisant la meilleure performance de son histoire à l'Assemblée nationale où il remporte quatre sièges de députés fédéraux. Il se place également en deuxième position à l'Assemblée du Baloutchistan avec dix sièges, toutefois loin derrière le Parti baloutche Awami récemment fondé. 
En août 2018, il signe un accord de coalition avec le vainqueur de l'élection Imran Khan, prévoyant notamment la présentation des personnes disparues, soupçonnées être détenues en secret par l'armée pakistanaise, le rapatriement des réfugiés afghans et des investissements pour résoudre la sécheresse au Baloutchistan. En juin 2020, il annonce son retrait de la coalition au motif que ces promesses n'ont pas été respectées. Il accuse notamment l'armée d'entretenir des « escadrons de la mort » visant des militants baloutches et affirme que 500 personnes sont portées disparues depuis la signature de l'accord de coalition. En septembre 2020, le parti rejoint le Mouvement démocratique pakistanais, une coalition de partis demandant la démission du Premier ministre Imran Khan.

## Positions
Le Parti national baloutche vise à défendre les intérêts du peuple baloutche et demande une plus grande autonomie pour la province du Baloutchistan. Il s'oppose aux opérations militaires de l'armée pakistanaise dans le cadre d'un conflit séparatiste et dénonce des violations des droits de l'homme. À l'instar d'autres partis baloutches, il est notamment actif sur le dossier des disparations forcées dont est accusée l'armée et demande la libération des militants arrêtés en secret.
Plus précisément, le parti critique le rapprochement avec l'Iran et les investissements chinois à Gwadar, dont il craint qu'ils ne se fassent au détriment de la population locale.

## Résultats électoraux

### Législatives
| Année | Votes   | %       | Députés | Position                                                                       |
| ----- | ------- | ------- | ------- | ------------------------------------------------------------------------------ |
| 2002  | 54 955  | 0,21    | 1 / 342 | Opposition                                                                     |
| 2008  | Boycott | Boycott | Boycott | Boycott                                                                        |
| 2013  | 63 979  | 0,14    | 1 / 342 | Opposition                                                                     |
| 2018  | 215 589 | 0,41    | 4 / 342 | Gouvernement (2018-2020), opposition (2020-2022), Shehbaz Sharif I (2022-2023) |
| 2024  | 162 988 | 0,28    | 2 / 336 | Opposition                                                                     |

### Baloutchistan
| 2002 | 40 136  | 3,54    | 2 / 65  |         |         |
| 2008 | Boycott | Boycott | Boycott | Boycott | Boycott |
| 2013 | 81 217  | 6,19    | 2 / 65  |         |         |
| 2018 | 126 854 | 9,04    | 10 / 65 |         |         |
| 2024 | 109 641 | 4,81    | 2 / 65  |         |         |

## Articles annexes
- Élections législatives pakistanaises de 2008